# Orchestre Billy Max
 (octobre 2022).
Motif : voir Discussion:Orchestre Billy Max/Admissibilité
L'orchestre Billy Max (aussi connu sous le nom d'orchestre Stiklen (ou Stichlen))
est un orchestre basé à Paris dans les années 1920. 

## Discographie
| Titre                                                | Date d'enregistrement | Lieu d'enregistrement | Maison de Disques |
| ---------------------------------------------------- | --------------------- | --------------------- | ----------------- |
| Out Bois De Boulogne Way (H. McKnight)               | 7-1924                | Paris, France         | Gramophone        |
| Spring's Flowers (Fred Hidson (alias Paul Delacour)) | 1925                  | Paris, France         | Gramophone        |
| Spring's Night                                       | 1924                  | Paris, France         | Gramophone        |
| Suzett Blues (Raoul Moretti)                         | 11-1924               | Paris, France         | Pathé 6707        |
| Troublez-Moi (Suzett Blues) (Raoul Moretti)          | 1923 ou 1924          | Barcelone, Espagne    | Disco Gramófono   |

## Membres du Groupe
| Nom                                        | Instrument                           |
| ------------------------------------------ | ------------------------------------ |
| Marius Brun                                | Batterie                             |
| Maurice DuBois                             | Tuba                                 |
| Francis Gaudet                             | Trompette                            |
| Fred Hidson (Paul Delacour)                | Piano, arrangeur                     |
| Hofman                                     | Saxo ténor                           |
| Marcel Lafarge                             | Trombone                             |
| Raoul Moretti                              | Piano                                |
| Andre Saury                                | Clarinette, saxo ténor               |
| Charles Van der Stichlen (alias Billy Max) | Saxo baryton, saxo melody, direction |
| Jack Van der Stichlen                      | Violon                               |
| Jules Vilard                               | Saxo alto, saxo ténor                |